# Glomera carolinensis
Glomera carolinensis är en orkidéart som beskrevs av Louis Otho Otto Williams. Glomera carolinensis ingår i släktet Glomera och familjen orkidéer. Inga underarter finns listade i Catalogue of Life.